# La Habana Cổ
La Habana Cổ (tiếng Tây Ban Nha: La Habana Vieja) là một khu vực ở thành phố La Habana, Cuba. Đây là khu vực chính của thành phố La Habana gốc. Khu vực thành La Habana gốc là ranh giới của La Habana Cổ ngày nay. Khu vực này do người Tây Ban Nha xây vào năm 1519 ở phía bến cảng của vịnh La Habana. Vào thế kỷ 17, đây là một trung tâm đóng tàu. Thành phố được xây theo phong cách Tân cổ điển Ba-rốc. Khu vực này hiện có khoảng 3000 tòa nhà.
Năm 1982, La Habana Vieja được UNESCO công nhận là di sản thế giới.

## Một vài hình ảnh

Lâu đài El MorroLâu đài El Morro
Nhà thờ San CristóbalNhà thờ San Cristóbal
Nhà hát lớn La HabanaNhà hát lớn La Habana
Toàn cảnh La Habana CổToàn cảnh La Habana Cổ

## Đô thị kết nghĩa
- Torrelavega, Cantabria, Tây Ban Nha
- Viveiro, Galicia, Tây Ban Nha
- Cartagena, Colombia
- Sintra, Bồ Đào Nha (2000).[2]